# Biblioteca de Extremadura
La Biblioteca de Extremadura está situada en la Plazuela de Ibn Marwan de la ciudad de Badajoz (España), en el interior del conjunto monumental de la alcazaba. Es la cabecera funcional y técnica del Sistema Bibliotecario de Extremadura, fue creada por Ley 6/1997, de 29 de mayo, de Bibliotecas de Extremadura y abrió sus puertas al público en 2002.

## Historia del edificio
La Biblioteca de Extremadura está situada en la Alcazaba de Badajoz, en el antiguo Hospital Militar, levantado hacia los años sesenta del siglo XIX, próxima a la Facultad de Ciencias de la Documentación y la Comunicación. El edificio, dentro de un sobrio perfil arquitectónico, incluye algunas construcciones anteriores. La más notable de todas ellas fue la Catedral de Santa María de la Sée (Mezquita-Catedral), erigida por el rey Alfonso IX de León, en 1230, al conquistar la ciudad de Badajoz a los árabes. El nuevo templo fue el resultado de añadir tres ábsides gótico-mudéjares (más ancho el central que los laterales) al costado oriental de la mezquita del palacio de Abd al-Rahman Ibn Marwan, fundador de la ciudad, que había sido edificada entre 875 y 889 y ampliada por la dinastía almohade en torno a 1169.
La excavación permitió sacar a la luz una parte de la quibla o cabecera del oratorio islámico y los cimientos del mihrab. Se trata de los restos de una de las mezquitas más antiguas y venerables del occidente islámico. Ambos elementos se hallan orientados hacia el sur, como la mezquita mayor de Córdoba, de la que este edificio era, seguramente, una imitación a tamaño reducido.
Se han conservado algunos restos de la cimentación de sus columnas y parte del pavimento de ladrillo de la catedral. En lo que hoy es salón de actos de la biblioteca pueden contemplarse los restos de lo que fue salón de recepción de Ibn Marwan del que queda sólo un pavimento de guijarros, que estuvo enlucido de cal y pintado de rojo. Aún se conservan restos de ese color en el extremo cercano a la puerta del edificio. El límite del salón es una franja pavimentada con losas de granito, donde se ven aún tres dados, también de granito, con briznas de pintura roja. Eran la base de sendos pilares (dos de ellos se hallan en el vecino Museo Arqueológico Provincial de Badajoz), que formaban dos grandes vanos adintelados orientados al este. Este salón se adornaba con un largo zócalo blanco, pintado en rojo con motivos geométricos.
A continuación aparece una zona hundida, que es lo que queda de un jardín bajo, situado en el fondo de un espacio que fue cuadrado. Sólo ha quedado al descubierto una parte, el resto se halla cubierto por el pavimento de la sala y su límite se halla marcado en el suelo por una banda negra.
En el frente del escalón se nota todavía, también en la parte conservada bajo el suelo, una ornamentación pintada en color rojo y blanco. El salón y su jardín anejo se levantaron en el siglo IX y se restauraron en el XI.
En el transcurso de las excavaciones arqueológicas (agosto de 1998 – mayo de 2001) se pusieron también al descubierto uno de los ábsides laterales y el ábside central de la antigua catedral. Este último, conservado en parte con su decoración gótico mudéjar, puede verse, marcado con grava negra, en el suelo del patio.
La iglesia de Santa María tuvo una torre fortificada (la más baja de las dos que se observan desde el exterior), donde se albergaba la sacristía. Fue catedral de la ciudad hasta la edificación de la más tardía de San Juan, pero sirvió de lugar de refugio a los obispos badajocenses en épocas de inseguridad. Aquí eran enterrados los personajes más ilustres de la población.
Santa María se mantuvo íntegra hasta la construcción del Hospital Militar (mediados del XIX). Fue entonces cuando se derribó la mayor parte de la misma. Lo poco que se conservó -torre y ábside norte- permaneció integrado e invisible en el conjunto hospitalario hasta que se decidió rescatar y rehabilitar el edificio para darle el uso de Biblioteca de Extremadura y Facultad de Ciencias de la Documentación y la Comunicación. Desde entonces, el viejo Hospital Militar y los antiguos vestigios musulmanes y cristianos son una hermosa “atalaya”, inteligentemente transformada y recuperada para los nobles usos de albergar y conservar libros y facilitar el acceso a la cultura a todos los ciudadanos. En definitiva, se trata de una sede dotada para guardar el cada vez más amplio patrimonio bibliográfico de nuestra región, pensada desde el respeto por el pasado y el compromiso con el presente y el futuro; un escenario donde continente y contenido se abrazan, donde la belleza de los libros está en armonía con la belleza del lugar destinado a acogerlos.

## Servicios
- Préstamo de documentos: personal, colectivo e interbibliotecario.
- Préstamo en red
- Sala de lectura y consulta
- Fondo Local-Regional
- Hemeroteca
- Mediateca
- Reproducción de documentos
- Promoción y difusión de actividades culturales
- Acceso a Internet y Zona WI-FI
- Préstamo de libros electrónicos (eReaders) y eBiblo Extremadura
- Servicios en línea
- Visitas guiadas
- Cesión de instalaciones

## Fondos
Entre los fondos conservados en la Biblioteca se encuentran:
- Biblioteca de Barcarrota
- Fondo Clot-Manzanares
- Fondo Portugués
- Fondo Iberoamericano
- Fondo fotográfico de Leonardo Rodríguez y fotografías donadas por El Periódico Extremadura
- Archivos personales: Antonio García Orio-Zabala, Luis Ledo González, Archivo Duques de Abrantes, Archivo Manuel de Cuevas y Chacón, “Conde de Cuevas”, Archivo José García Mora, “Cura Mora”, Archivo Pedro de Velasco y Colón, Archivo Francisco Vera Fernández de Córdoba, Archivo Jesús Delgado Valhondo, Archivo Manuel Martínez Mediero